# Typhochlaena
Typhochlaena (лат.) — род пауков-птицеедов из семейства Theraphosidae. 5 видов. Южная Америка, Бразилия.

## Распространение
Южная Америка, Бразилия: северо-восточная, часть центрально-западная (штат Токантинс) и часть юго-восточная (штат Эспириту-Санту). Представители Typhochlaena в основном встречаются в бразильских атлантических тропических лесах, но один вид, по-видимому, встречается в более сухой открытой среде (Typhochlaena costae). Имеющиеся данные для двух видов (Typhochlaena seladonia и Typhochlaena curumim) показывают, что они строят шелковистое убежище под рыхлой корой деревьев.

## Описание
Среднего размера пауки, общая длина тела 1 — 2 см. Ведут древесный образ жизни. Длина карапакса равна ширине или чуть длиннее ширины, головной отдел умеренно приподнят. Головные и грудные бороздки мелкие. Ямка неглубокая, прямая. Хелицеры без растеллума. Глазной бугорок низкий (Typhochlaena seladonia) или приподнятый (у других видов), его ширина больше длины. Наличник узкий. Передний ряд глаз выгнут. Лабиум шире своей длины, примерно 58-122 бугорка-куспулы в передней половине. Максилла субпрямоугольная, передняя доля отчетливо сложена в конический отросток, внутренний угол несет (40-69) бугорки. Стернум шире своей длины или примерно равен, усечён сзади. Задний угол не разделяет тазики IV-й пары ног. Три пары сигилл, все округлые, меньше четверти диаметра от края, иногда не видны. Формула ноги: IV I II III (кроме самца Typhochlaena amma: I IV II III). Булавовидные трихоботрии на дистальной 1/2 лапки I—IV. Ноги без шипов у самцов, ноги самок без шипов или с двумя вентро-апикальными шипами на III и/или IV голенях (Typhochlaena seladonia, Typhochlaena paschoali). Задние боковые спиннереты с дистальным члеником короткие, куполообразные. Стридуляторные щетинки отсутствуют. Цимбиум с двумя почти равными лопастями, одна пролатеральная треугольной формы. У самцов шпора на голени I отсутствует. Голени I у самцов прямые. Цимбиум без шиповидного отростка. Жгучие волоски II типа на спине брюшка у самцов и самок. Онтогенетические изменения в окраске отсутствуют.

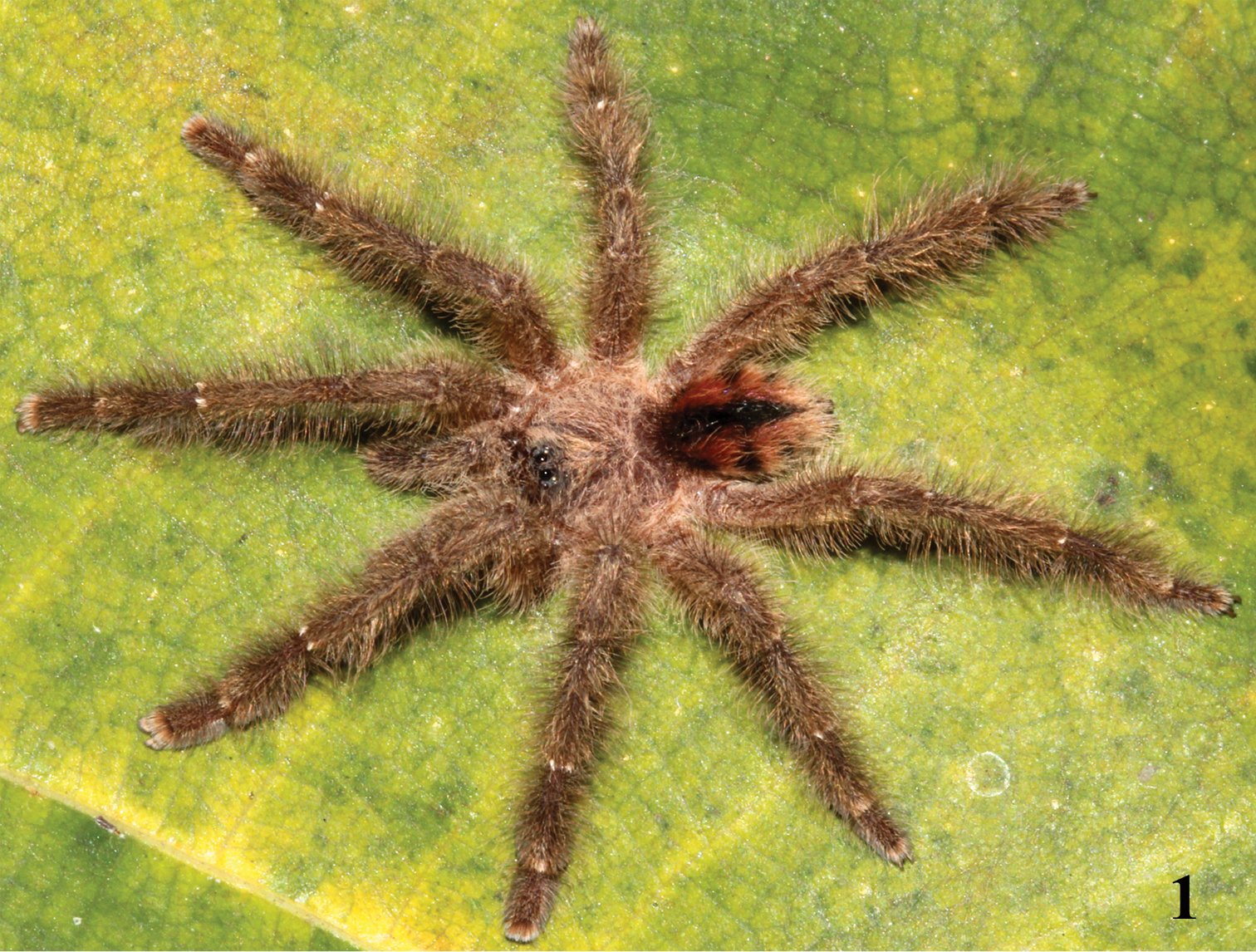
Typhochlaena curumim, самец
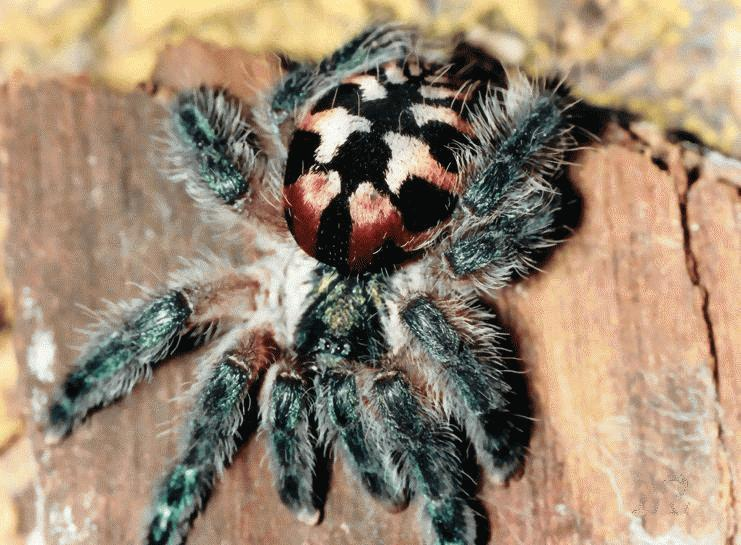
Typhochlaena seladonia, самка
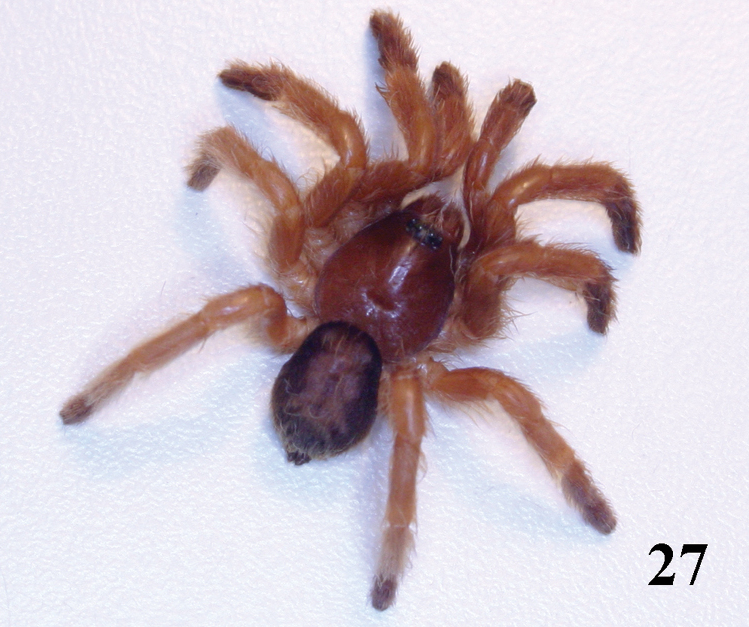
Typhochlaena paschoali, самка

## Систематика
Известно 5 видов и почти все, кроме первого, были описаны в 2012 году бразильский зоологом Рожерио Бертани из Института Бутантан, расположенного в городе Сан-Паулу, Бразилия. Род был впервые описан в 1850 году немецким арахнологом Карлом Кохом (1778—1857) и включён в состав подсемейства настоящих пауков-птицеедов Aviculariinae. Typhochlaena отличается от всех других видов Aviculariinae наличием куполообразного короткого дистального сегмента задней боковой паутинной бородавки; длина стернума равна ширине, усечена сзади; они также относительно мелкие, с жгучими волосками II типа на дорзуме брюшка. Кроме того, у самцов отсутствуют голенные шпоры и шиповидный отросток на цимбиуме.
- Typhochlaena amma Bertani, 2012 — Бразилия
- Typhochlaena costae Bertani, 2012 — Бразилия
- Typhochlaena curumim Bertani, 2012 — Бразилия
- Typhochlaena paschoali Bertani, 2012 — Бразилия
- Typhochlaena seladonia (C.L. Koch, 1841) — Бразилия
  - =Mygale seladonia
  - =Avicularia seladonia
  - =Iridopelma seladonia
  - =Iridopelma seladonium